# Juha Raivio
Juha Raivio est un musicien finlandais qui a fondé le groupe de death/doom métal mélodique Swallow The Sun en 2000, où il joue en tant que guitariste. Il compose et écrit la plupart des chansons. Il est également guitariste du groupe Plutonium Orange.